# Winnetou (powieść)
Winnetou (niem. Winnetou, der Rote Gentleman) – powieść przygodowa (składająca się z trzech tomów) Karola Maya z 1893 roku. 
Jest to najpopularniejsza powieść tego autora, uważana za klasykę literatury dziecięco-młodzieżowej. Była tłumaczona na wiele języków, a bohaterowie tej powieści, tacy jak dzielny Apacz Winnetou i jego biały przyjaciel Old Shatterhand, rozbudzili wyobraźnię wielu czytelników na całym świecie.
Pierwszy polski przekład był anonimowy. Opublikowało go w 1910 roku Wydawnictwo „Przez Lądy i Morza“ w serii wydań zeszytowych.

## Galeria
|  |  |  |